# Staniewice
Staniewice (deutsch Stemnitz) ist ein Dorf in der Woiwodschaft Westpommern in Polen. Es gehört zur Gmina Postomino (Gemeinde Pustamin) im Powiat Sławieński (Schlawer Kreis).

## Geographische Lage
Die Ortschaft liegt in Hinterpommern, etwa neun Kilometer nordöstlich von Schlawe (Sławno).
Das zwei Kilometer lange Straßendorf erstreckt sich am Westufer der Wipper (Wieprza). Nachbarorte sind: im Norden Tyń (Thyn), im Osten Pieszcz (Peest) und Nosalin (Nitzlin), im Süden Wrześnica (Freetz) und Tokary (Deutschrode), und im Westen Wilkowice (Wilhelmine).

## Ortsname
Die Ortsbezeichnung Stemnitz ist in ihrem Ursprung nicht geklärt und kommt früher auch als Stemtz, Stempke und Stanwitze vor. Ob die letztgenannte Form auf Stanitz, den grünen Wendenbanner, zurückgeht, bleibt Vermutung.

## Geschichte

Stemnitz ostnordöstlich der Ostseestadt Rügenwalde und nordöstlich der Stadt Schlawe auf einer Landkarte von 1910.

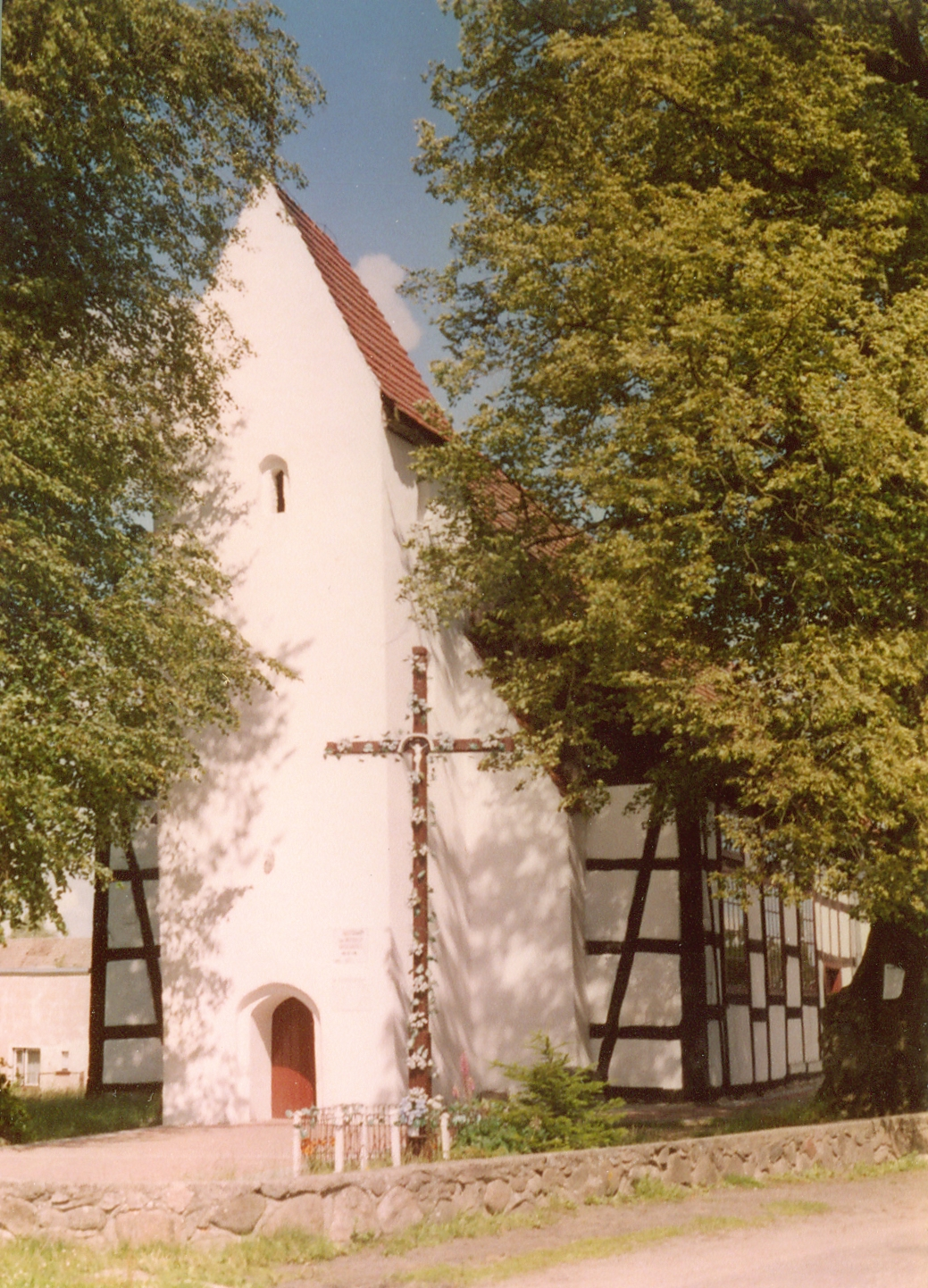
Dorfkirche (nach Brand Kirchenschiff als Fachwerkbau 1771 neu erbaut, bis 1945 evangelisch)

Stemnitz wurde erstmals 1285 urkundlich erwähnt, als Herzog Mestwin II. von Pommerellen dem Kloster Belbuck und der Nikolaikirche in Stolp (Słupsk) neben einigen Dörfern des Stolper Landes auch die Orte Palzwitz (Palczewice) und Stemnitz im Rügenwalder Amt verleiht. Von 1295 bis 1347 gehörte Stemnitz den Swenzonen, deren Burg an der Wipper bei Alt Schlawe lag. Dann ging das Dorf an das Schloss in Rügenwalde über.
Im Jahre 1445 werden die Sanitzen als Eigentümer des Dorfes genannt. Der letzte seines Geschlechts war Asmus Sanitz, der 1577 starb.
1648 werden in Stemnitz 20 Bauern, sieben Land- und vier Straßenkossäten registriert. Nach dem Dreißigjährigen Krieg war das Dorf Lehen der Familie von Below auf Seehof bei Pennekow (Pieńkowo) geworden. Die Bauern behielten ihren Landbesitz, worum sie mehrfach gekämpft hatten. Die Preußischen Reformen bestätigten insofern nur die bereits vorher erworbene Freiheit.
Der Siebenjährige Krieg und der Krieg 1806/1807 brachten dem Dorf viel Leid bis hin zur Hungersnot. 1854 werden noch 20 Vollbauernhöfe verzeichnet, 1883 sind es nur noch sechs. Die Einwohnerzahl belief sich 1818 auf 548, die bis 1871 auf 910 stieg, dann aber bis 1939 auf 619 absank. Der Bau der Chaussee Schlawe–Pustamin (1896) und die Erstellung der Eisenbahnstrecke Schlawe–Stolpmünde (1911) trugen sehr zu einer positiven Entwicklung des Dorfes bei.
Bis 1945 gehörte Stemnitz zum Amtsbezirk Peest (Pieszcz) im Landkreis Schlawe i. Pom. im Regierungsbezirk Köslin der preußischen Provinz Pommern. Amtsgerichtsbereich war Schlawe.
Gegen Ende des Zweiten Weltkriegs besetzte am 6. März 1945 die Rote Armee das Dorf. Zahlreiche Einwohner wurden zum Arbeitseinsatz in Graudenz (Grudziądz) verschleppt. Im November 1945 wurde Stemnitz zusammen mit ganz Hinterpommern von der Sowjetunion unter polnische Verwaltung gestellt. Danach begann die Ansiedlung von Menschen, die im Zuge der Zwangsumsiedlung von Polen aus den ehemaligen polnischen Ostgebieten 1944–1946 vertrieben worden waren. Stemnitz erhielt den polnischen Namen Staniewice. In der Folgezeit wurden die einheimischen Dorfbewohner von der örtlichen polnischen Verwaltungsbehörde vertrieben. Die Vertreibung der Einheimischen erfolgte über Schlawe und weiter in Güterwagen nach Scheune (Gumieńce) bei Stettin und von dort aus in den Westen.
Das Dorf ist heute ein Teil der Gmina Postomino (Pustamin) im Powiat Sławieński (Landkreis Schlawe) der Woiwodschaft Westpommern (bis 1998 Woiwodschaft Stolp). Hier leben heute etwa 450 Einwohner.

## Standesamt Stemnitz
Bis 1945 war Stemnitz Sitz eines Standesamtes, das für Stemnitz und Wilhelmine (Wilkowice) zuständig war.
Über den Verbleib der Standesamtsunterlagen nach dem Krieg liegen keine Erkenntnisse vor.

## Kirche

### Kirchengemeinde
Vor 1945 war die Bevölkerung von Stemnitz überwiegend evangelisch. Das Dorf war mit Wilhelmine (Wilkowice) eine selbständige Kirchengemeinde, die – mit den Kirchengemeinden Alt Schlawe (Sławsko) und Freetz (Wrześnica) – das Kirchspiel Alt Schlawe bildete. 1940 gehörten 954 der 2904 Gemeindeglieder des Kirchspiels Alt Schlawe zur Kirchengemeinde Stemnitz, die in den Kirchenkreis Schlawe in der Kirchenprovinz Pommern der Kirche der Altpreußischen Union integriert war. Letzter deutscher Geistlicher war Pfarrer Paul Hollatz.
Die Verbindung als Filialgemeinde zur Pfarre Sławsko wurde für die – nunmehr römisch-katholische – Kirchengemeinde Staniewice im Jahre 1986 wieder geschaffen. Doch anstelle von Wrześsnica (Freetz) gehören jetzt die Kirchengemeinden Pieszcz (Peest) und Radosław (Coccejendorf) zum Pfarrbezirk Sławsko (Alt Schlawe), der 1949 Gemeindeglieder umfasst. Er liegt im Dekanat Sławno im Bistum Köslin-Kolberg der Katholischen Kirche in Polen. Derzeitiger Geistlicher ist Pfarrer Cezary Filimon. Heute hier lebende evangelische Kirchenglieder gehören jetzt zum Kirchspiel Słupsk  (Stolp) in der Diözese Pommern-Großpolen der Evangelisch-Augsburgischen Kirche in Polen.

### Dorfkirche
Die Stemnitzer Kirche wurde 1771 erbaut, nachdem die vorherige – noch aus vorreformatorischer Zeit stammende – im Siebenjährigen Krieg abgebrannt war. Lediglich der Turm blieb damals erhalten. Das Kirchenschiff ist ein schlichter Fachwerkbau mit einfacher Holzdecke und Backsteinfußboden. Der Altar weist spätbarocke Stilelemente auf. Als 1806 der Innenraum der Kirche umgestaltet wurde, versetzte man die Kanzel, die sich ursprünglich über dem Altar befand, in die Mitte der Kirche.
Nach 1945 wurde das bisher evangelische Gotteshaus zugunsten der katholischen Kirche enteignet. Noch im gleichen Jahr erhielt die Kirche eine neue Weihe und den Namen Św. Michał Archanioł (Hl. Erzengel Michael/St. Michaeliskirche).

## Schule
In Stemnitz gab es vor 1945 eine dreiklassige Volksschule mit zwei Lehrern. Beim Einmarsch der Roten Armee wurde das Gebäude Seuchenlazarett. Die Polen verschlossen das Schulhaus und bauten ein neues. Als Schulleiter waren vor 1945 tätig: die Lehrer Last (bis 1805), Schröder (1805–1844), Bartel (1844–1884), Peter Pommerening (1884–1913) und Herbert Pommerening (1913–1945).

## Verkehr
Zum Ort führt eine Nebenstraße, die Sławno an der Landesstraße 6 (ehemalige deutsche Reichsstraße 2, heute auch Europastraße 28) Danzig – Stettin mit Postomino (Pustamin) an der Woiwodschaftsstraße 203 Koszalin (Köslin) – Darłowo (Rügenwalde) – Ustka (Stolpmünde) verbindet. Der Ort war bis 1945 Bahnstation an der Reichsbahnstrecke Schlawe–Stolpmünde. Heute besteht Bahnanschluss in Wrześnica (Freetz) an der Staatsbahnlinie 202 Danzig–Stargard (Pommern).